# Підківка війчаста
{{#ifeq:0|0|{{#if:Hippocrepis ciliata|{{#if:|[[]}}|[[]]}}}}
Підківка війчаста, гіпокрепіс війчастий (Hippocrepis ciliata) — вид квіткових рослин з родини бобових (Fabaceae).

## Біоморфологічна характеристика

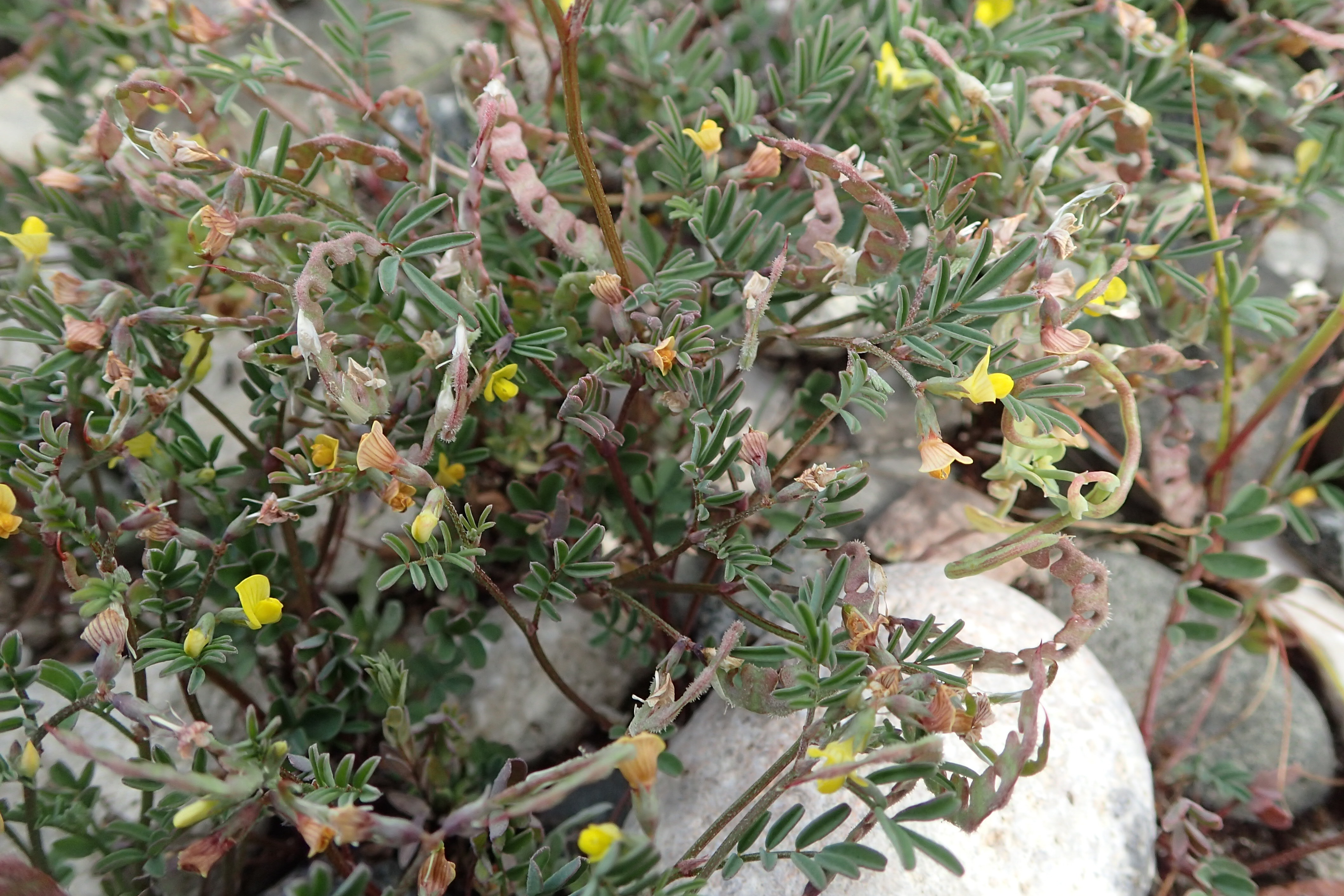

Однорічна рослина з нечисленними волосками, пізніше гола чи майже так. Стебла 8–30(35) см, лежачі, підняті чи прямовисні, часто розгалужені від основи. Листки до 4 см завдовжки, з (1)3–6 парами листочків. Листочки 5–15 × 0.5–3.5 мм. Квітки дрібні, пониклі, в зонтиках, 2–6-квіткові. Віночок 3–5 мм, жовтий. Боби сильно вигнуті в майже повне кільце, 15–30(40) × 2.5–4 мм, майже завжди щетинисто-залозисті й червонуваті. 2n = 14.

## Поширення
Поширення: Середземномор'я (Албанія, пн. Алжир, Болгарія, Кіпр, Франція (у т. ч. Корсика), Греція (у т. ч. Крит), Італія (у т. ч. Сардинія, Сицилія), Крим, пн.-зх. Лівія, пн. Марокко, Португалія, Іспанія (у т. ч. Балеарські острови), Туніс, зх. Туреччина, колишня Югославія.
В Україні вид росте на сухих відкритих схилах та виноградниках — у передгір'ї та на південному макросхилі Кримських гір, досить рідко.